# Phare de Berwick
Le phare de Berwick (anciennement appelé Inner Farne) est un phare situé dans le port de Berwick-upon-Tweed, dans le comté du Northumberland en Angleterre.

## Histoire
Le phare a été construit en 1826, au bout du brise-lames du port de Berwick, à l'entrée de la rivière Tweed. Berwick-Upon-Tweed est la ville la plus au nord en Angleterre, directement à la frontière de l'Écosse. Il émet, à travers une petite fenêtre, un flash blanc toutes les 5 secondes et il est géré par les autorités du port.
Identifiant : ARLHS : ENG-173 - Amirauté : A2818 - NGA : 2264.

### Lien connexe
- Liste des phares en Angleterre